# مرکز کارتر

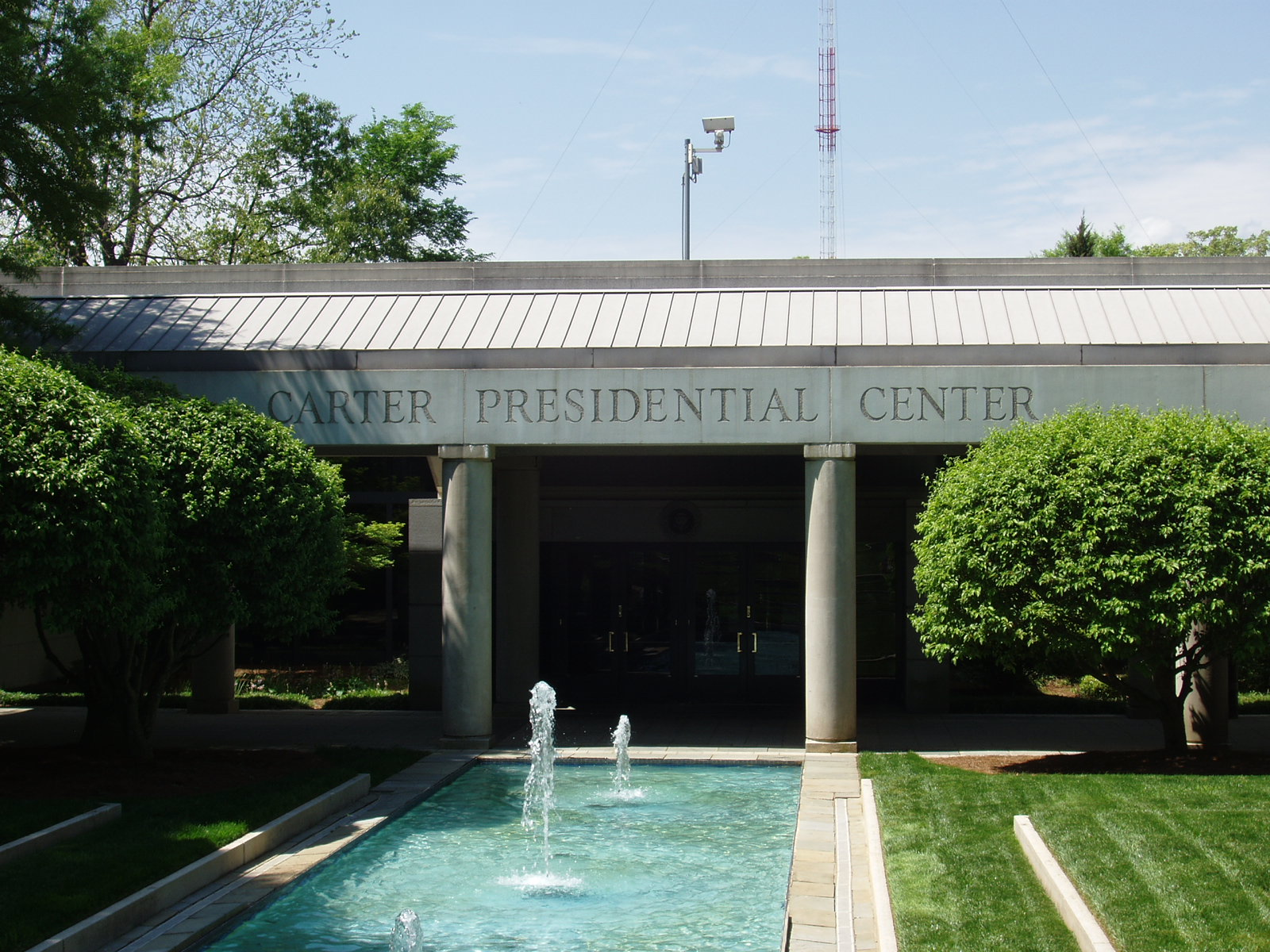
مرکز کارتر

مرکز کارتر یک سازمان غیردولتی و غیرانتفاعی است که در سال ۱۹۸۲ توسط رئیس‌جمهور سابق ایالات متحده جیمی کارتر تأسیس شد. او و همسرش روزالین کارتر درست پس از شکست او در انتخابات ریاست جمهوری ایالات متحده در سال ۱۹۸۰ با دانشگاه اموری شراکت کردند. این مرکز در یک ساختمان مشترک در مجاورت کتابخانه و موزه جیمی کارتر در ۳۷ جریب فرنگی (۱۵۰٬۰۰۰ متر مربع) زمین پارکی، در محل محله تخریب شده کپن هیل، در دو مایلی (۳) کیلومتر) مرکز شهر آتلانتا، جورجیا واقع شده‌است. کتابخانه و موزه در تملک و اداره بایگانی و سوابق ملی ایالات متحده است، در حالی که مرکز توسط هیئت امنایی اداره می‌شود که متشکل از رهبران تجاری، مربیان، مقامات دولتی سابق، و نیکوکاران است.
در سال ۲۰۰۲، رئیس جمهور کارتر جایزه صلح نوبل را به دلیل فعالیت‌های خود برای «یافتن راه حل‌های مسالمت آمیز برای درگیری‌های بین المللی، پیشبرد دموکراسی و حقوق بشر، و ارتقای توسعه اقتصادی و اجتماعی» از طریق مرکز کارتر دریافت کرد. در سال ۲۰۰۷، او زندگی‌نامه ای با عنوان فراتر از کاخ سفید: برقراری صلح، مبارزه با بیماری، ساختن امید نوشت که ۲۵ سال اول مرکز کارتر را روایت می‌کند.